# Begum TV
 (avril 2025).
Begum TV est une chaîne de télévision satellitaire éducative, lancée le 8 mars 2024 par l'ONG française Begum Organization for Women, fondée par l'entrepreneuse et journaliste suisso-afghane Hamida Aman. La chaîne émet depuis Paris à destination principalement des jeunes Afghanes privées d'accès à l'éducation.

## Historique
Begum TV est créée et financée par l'association Begum Organization for Women (Organisation Begum pour les femmes), dite « BOW », fondée par l'entrepreneuse et journaliste suisso-afghane Hamida Aman. La chaîne satellite est lancée le 8 mars 2024 à l’occasion de la Journée des droits des femmes, dans un contexte de possible retour au pouvoir des talibans. La chaîne TV vise à prolonger la mission des deux autres programmes, Radio Begum et Begum Academy, en diffusant les cours vidéo de la Begum Academy tout en proposant des contenus éducatifs et divertissants pour toute la famille : séries, contenus pédagogiques, émissions, documentaires, etc.
La nouvelle plateforme satellite arrive à toucher une plus large population, presque un foyer afghan sur deux a accès à une connexion satellite en 2023. Elle permet une diffusion de programmes plus souple au niveau de la censure puisque la télévision diffuse depuis Paris où tous les programmes sont enregistrés par les équipe de journalistes afghanes de chez BOW.

## Organisation
Begum TV est financée par l’association Begum Organization for Women (BOW), basée à Paris. Les programmes sont conçus et réalisés par des journalistes afghanes exilées, et diffusés en dari et pachto.

## Programmation
La grille des programmes est structurée autour de deux temps forts :
- en journée : diffusion de vidéos éducatives issues de la plateforme Begum Academy, couvrant les matières principales du programme scolaire afghan (mathématiques, sciences, etc.)[4] ;
- en soirée : contenus de divertissement, documentaires, séries, émissions de soutien psychologique et formats interactifs. Certaines émissions permettent aux téléspectatrices d’échanger en direct avec des médecins ou des psychologues depuis Kaboul[3].

Parmi les contenus notables :
- C'est pas sorcier, doublée en pachto ;
- la série indienne Razia Sultan (en), doublée en dari ;
- émissions médicales, éducatives et familiales.

## Objectifs
La chaîne vise à:
- offrir un accès gratuit à l’éducation pour les filles exclues du système scolaire ;
- créer un espace audiovisuel sécurisé pour les femmes afghanes ;
- échapper à la censure locale en produisant depuis Paris.